# Alex Snowden
Alex Snowden (Phoenix, Arizona, Estados Unidos; 25 de mayo de 1999) es una artista, instrumentista y guitarrista estadounidense de rock alternativo y punk rock femenino. Conocida por ser la guitarrista principal de la banda femenina de pop punk y rock Doll Skin.

## Biografía
Después de ser promocionado por la prensa con su debut en el 2015, el EP fue una de segundo centenario de The Runaways, el vocalista Sydney Dolezal, el guitarrista Alex Snowden, la bajista Nicole Rich y la baterista Meghan Herring destruyeron las expectativas, mostrando al mundo que pura La furia del rock no tiene requisitos de edad.

## Discografía

### Álbumes de estudio
Doll Skin con
- In Your Face (2015)
- Manic Pixie Dream Girl (2017)
- Love Is Dead And We Killed Her (2019)